# Kazakmisz FK
A Kazakmisz, vagy orosz nevén Kazahmisz (kazakul: Қазақмыс Футбол клубы, oroszul: Казахмыс Футбольный клуб) egy kazak labdarúgócsapat, székhelye Szatpajev városában található. Jelenleg a kazak másodosztályban szerepel, hazai mérkőzéseit a fedhető SZOK (Спортивно Оздоровительный Комплекс, Szportyivno Ozdorovityelnij Kompleksz) sporttelepen játssza.

## Története
A 2006-ban alapított labdarúgócsapat már 2007-ben feljutást érő helyen végzett a kazak másodosztályú bajnoki tabellán, azonban az indulástól pénzügyi problémák miatt visszalépett. Egy idénnyel később megismételte teljesítményét, és a 2009-es szezonban Kazahsztán legjobb 14 csapata között versengett.
A 2008-ban kirobbant gazdasági világválság érzékenyen érintette a csapatot, mely a 2009-es szezontól előbb visszalépett, végül elindult, és hatalmas csatában ugyan, de egy ponttal lemaradt az osztályozót jelentő 11. helyről.

## Külső hivatkozások
- Hivatalos oldal (oroszul)